# Irene Symeonidis
Irene Symeonidis (ur. 30 grudnia 1991) – australijska zapaśniczka walcząca w stylu wolnym. Zajęła siedemnaste miejsce na mistrzostwach świata w 2019. Piąta na igrzyskach wspólnoty narodów w 2022. Czwarta na mistrzostwach Wspólnoty Narodów w 2016. Wicemistrzyni Oceanii w 2019, 2023 i 2024 roku.